# We Shall Overcome
We Shall Overcome är en protestsång som var viktig för medborgarrättsrörelsen i USA 1955–1968 och som har sitt ursprung i en gospelsång skriven omkring 1903 av Charles Tindley i Philadelphia i delstaten Pennsylvania i USA.
I Sverige är sången delvis känd för att Birgit Friggebo under sin tid som Sveriges kulturminister 1991–1994, med ansvar även för invandrarfrågor, uppmärksammades för en fadäs i Rinkeby Folkets Hus. Under en debatt om rasism och främlingsfientlighet den 5 februari 1992 i ”Lasermannens” spår försökte Friggebo lugna stämningarna genom att föreslå att hela salen skulle sjunga We Shall Overcome. Försöket misslyckades. Bruce Springsteen spelade även denna sång 22 juli 2012 i Oslo på årsdagen av Terrorattentaten i Norge 2011.